# میلان می‌لرزد: پلیس به‌دنبال عدالت
میلان می‌لرزد: پلیس به‌دنبال عدالت (ایتالیایی: Milano trema: la polizia vuole giustizia) که در کشورهای انگلیسی زبان با نام حرفه‌ای‌های خشن منتشر شد، یک فیلم پلیسی-گانگستری ایتالیایی به کارگردانی سرجو مارتینو است که در سال ۱۹۷۳ منتشر شد. مجلهٔ امپایر این فیلم را در رتبه نهم از فهرست «۲۰ تا بزرگترین فیلم‌های گانگستری که (احتمالاً) ندیده‌اید» قرار داد.

## داستان
این فیلم درباره جورجو کانپارو (لوک مرندا)، مامور نفوذی هست که به عنوان راننده فرار برای اوباش کار میکند تا بتواند برای انتقام مرگ جیانی (سیلوانو ترانکوئلی)، پلیسی که مانند پدرش بود، جنگی تک نفره با خلافکاران به راه بیندازد.

## بازیگران
- لوک مرندا
- ریچارد کونته
- سیلوانو ترانکوئیلی
- مرتین بروشار
- کریس آورام
- لیا تانتسی
- آنتونیو کازاله
- لوچانو روسی
- اشتفن زاخاریاس
- کارلو آلیگیرو